# Myron Allen
Myron Demond Allen (Houston, 29 giugno 1979) è un ex cestista statunitense, professionista nella NBDL.

## Palmarès
- WBA Rookie of the Year (2005)
- All-WBA Third Team (2005)
- Miglior marcatore WBA (2005)